# ウズベキスタンの政治
ウズベキスタンの政治（うずべきすたんのせいじ）は、大統領制の枠組みで行われ、よって大統領は国家元首であると共に政府の代表でもある。行政は政府が行っている。立法は政府と2つの議院（下院と上院）の双方で行っている。
ウズベキスタンの経済改革の動きは、政治改革の動きと一致していない。ウズベキスタン政府は1991年9月1日の独立以来代わりに締め付けを強め、反対派への弾圧を強めている。名前は変わったが、制度はソ連崩壊以前と同様のものが残っている。政府は安定と過渡期の改革に向けた段階的な接近が必要だとして議会や野党、メディアの抑圧を正当化し、これまでの共和国の対立と混乱を例に挙げている（最も説得力があるのが、隣国のタジキスタンである）。このような状況は長続きしないとしても、多くの国民から支持されている。

## 独立後の改革
制度改革に伴うものとはいえ、独立当初は民主主義改革が定着するのを要求する制度改革が受け入れられずに抵抗の方が多かった。独立当初ウズベキスタンで現れた民主化の初期の動きは全てソ連時代からのソ連型の強力な中央集権体制の名残が勝っているように見えた。
ソ連時代、ウズベキスタンは全共和国に向けて指令する体制に従って政府と共産党を組織していた。ソビエト連邦共産党は統治する国の中心部分を占めた。共産党は政府を構成する指導と人事の両方を規定した。この制度は厳密に言えば官僚主義的なものであった。政府のあらゆる段階と政府組織は、共産党を真似たものであった。官僚主義を支配する共産党員は、ノメンクラトゥーラで、共産党の同意なくしては埋められない政府や重要な機関の役職であった。
1991年8月のモスクワでのミハイル・ゴルバチョフに対するクーデター失敗で、ウズベキスタン最高会議は、共和国の独立を宣言し、それからはウズベキスタン共和国として知られることになった。同時にウズベキスタン共産党はソ連共産党との関係を断ち切ることを議決し、3ヶ月後、ウズベキスタン人民民主党に改名したが、大統領イスラム・カリモフの下での党の指導は、依然残った。独立は様々な制度改革を齎したが、ウズベキスタンの統治の本質は、大して変わらなかった。
1991年12月21日、ソ連の10人の指導者と共にカリモフはソ連を解体し独立国家共同体を形成することに合意し、ウズベキスタンはアルマ・アタ宣言によると設立国になった。それからすぐにカリモフは新国家最初の物議を醸した選挙で独立ウズベキスタンの大統領に選出された。カリモフは野党候補ムハマッド・サリフに対して86％の得票率であった。大野党ビルリクは選挙で公党として登録するのを拒否された。
1992年、ウズベキスタン人民民主党はウズベキスタン共産党が掌握していた政府の行政部門と立法部門を引き継いだ。あらゆる真の野党は抑圧され、物理的に活動できなくした。1989年に知識人が結成した野党ビルリクは、伝えられるところでは破壊活動で禁止され、カリモフ時代に増大した独裁主義を合理化した。イスラム原理主義は世俗国家を打倒しイランのような国家にする脅威となった。憲法は1992年12月にウズベキスタンが世俗国家であることを再確認した。憲法は新しい規定を設けたが、ウズベキスタン人民民主党が優勢な最高会議は、1994年12月と1995年1月に行われた最初の議会選挙まで2年近く残った。
1993年、カリモフはイスラム原理主義の拡大を憂慮し、ウズベキスタンはタジキスタン近郊の内戦を鎮めるために送られるCIS多国籍軍に（3年後戦闘が続くためにその場に残る軍）参加することになった。変わって1993年と1994年、カリモフ政権が続ける抑圧は、国際的な人権組織から強い批判を浴びた。1995年3月、カリモフは予定された1997年から2000年の任期を延長すべきか国民投票にかけ99％の支持を得た。1995年前半、カリモフは野党や野党連合に対する新たな寛容政策を発表したが、明らかに国際的なビジネスの必要に駆られてのことであった。新党が1995年に数党登録されたが、野党としての度合いは疑わしく、野党の党員が何人か今も収監されている。
新憲法が保障する18歳以上全てが参加する初めての普通選挙である議会選挙は、全政党が自由に参加できるという事前の約束があったとはいえ、ウズベキスタン人民民主党と一部の政党しか参加できなかった。アリー・マジュリス（最高会議）と呼ばれる250議席の新しい議会は、ウズベキスタン人民民主党は69議席しかなかったが、120以上の議席は、厳密に解釈すると地方議会代議員になるために指名されたウズベキスタン人民民主党員であった。結果はカリモフ派が絶対多数を占めることに変わりは無かった。

## 1992年憲法
大統領就任当初からカリモフは民主化を行うと言い続けた。新憲法は1992年に議会で承認された。公式には強力な大統領権限、議会、司法に権力を分けることになっている。しかし実際はこうした変革の大部分は上辺だけである。新憲法に多くの民主的な用語があるが、行政の出す命令に置き換わらすことが可能で、憲法に基づく法律は、簡単に無視されることも多い。
大統領は一度だけ再任可能な5年任期で直接選挙で選ばれるが、国家元首であり、憲法により最高権力が保障されている。軍の最高司令官として大統領は戒厳令布告や宣戦布告もできる。大統領は首相や閣僚を任命したり三段階の裁判所の判事を任命したり下級裁判所の全判事を任命できる権限がある。大統領は議会が大統領の提示した法案を否決した際に議会を解散する権限もある。
最高立法府である一院制の議会の議員は、任期が5年である。議会は憲法裁判所の同意を得て大統領が議会を解散することができ、裁判官は大統領の任命を条件にしているため、解散の規定は、行政側に重きが置かれる形になっている。議会は法律を制定する。法律以外には国際条約、大統領令、戒厳令は、議会が批准する。
全国を対象にした裁判所に最高裁判所、憲法裁判所、高等経済裁判所がある。下級裁判所は地域、地区、町段階のものがある。あらゆる段階の判事は、大統領が任命し、議会が承認する。普段は独立している裁判所も、行政府の完全な支配を受けていることに変わりはない。ソ連時代の体制では、検事総長や地域の相当官は、共に国家の検察官であり主任捜査官であり、被告の予審における権利を制限する形になっている。

## 野党とメディア
その上2002年の国民投票で通過したのは、二院制の議会を作る案であった。数個の政党が、政府の承認を受けて結成されたが、政府の政策に対する選択肢を主張できるか明らかでない。同様に複数のメディア（ラジオ、TV、新聞）が創設されたが、政府の管理下にあり政治の話題に触れることは稀である。独立政党は限定的な登録手続きで登録を拒否されている。
幅広い憲法の保護があるとはいえ、カリモフは積極的に政治的な権利を抑圧してきており、無許可の集会やデモを禁止し、野党を抑圧し続けている。抑圧により制度改革が行われても積極的に反対するものが減っている。1990年代半ば、政府から分かれた独立労組に関する重要な権利や個人の権利を大幅に認める規定が設けられたが、施行は恣意的で、公安の業務は、依然中央集権である。
時たまある自由化を除いて野党と独立メディアは全て本質的にウズベキスタンでは禁止されている。1990年代前半は、冤罪で野党党員が逮捕され殴打されたという特徴がある。例えば有名なウズベク人イブラヒム・ブレエフは、1994年に野党を結成する計画を発表すると逮捕された。3月の国民投票直前に釈放されたと伝えられたが、その後再び違法に小火器と薬物を所持していたとして逮捕された。1995年4月、カリモフの任期延長を問う国民投票から2週間も経たないうちに、6人の反対派が、エルク党の機関紙を配布しカリモフ打倒を訴えたとして有罪判決を受けた。野党の党員は、ウズベキスタンの秘密警察から嫌がらせを受けてきた。

## イスラーム原理主義への弾圧
政府はイスラーム急進派と疑う人々を酷く抑圧している。ヒズブ・ウッタリルと疑われる約6000人が、数ある中で投獄され、中には過去数年で疾病や拷問、虐待で死亡した人がいると見られている。宗教上の命令により若いムスリムの中には地下活動に転ずる者がいた。警察と情報部門は、日常の捜査手法として拷問を使っている。政府は拷問を行ったとして担当官で裁判を受け始めた者がいる。警官4人と情報担当官3人が、有罪判決を受けた。政府は過去2年以上に亘って収監された政治犯や非政治犯約2000人に恩赦を認めたが、このことは重要ではないと思われている。2002年と2003年初めに政府はこれまでより多くイスラーム原理主義と疑われる人々を逮捕している。しかし、2005年5月、アンディジャンのデモで警察により多くの人が殺された。最後に国際社会に歓迎される動きとしてウズベキスタン政府は重要な検閲はやめたが、メディアは強く管理されている。

## 行政府
| 役職   | 氏名                       | 政党                         | 就任           |
| ------ | -------------------------- | ---------------------------- | -------------- |
| 大統領 | イスラム・カリモフ         | ウズベキスタン自由民主党     | 1990年3月14日  |
| 首相   | シャヴカト・ミルズィヤエフ | ウズベキスタン国民復興民主党 | 2003年12月12日 |

大統領は制限の多い選挙で一般投票で選ばれ、7年の任期である。自由の家はウズベキスタンを政治・一般社会共に完全に自由が抑圧されていると見ている。
首相と副大臣は、大統領が任命する。事実上行政府が全権力を掌握している。司法と立法は、独立性が薄く、議会は年に数日しか開催されない。
大統領は知事の任免権がある。1995年12月の国民投票で、イスラム・カリモフの任期は延長された。別の国民投票が、2002年1月27日に行われ再度カリモフの任期が延長された。国民投票で可決され、2007年12月まで任期は延長された。殆どの国際的なオブザーバーは、参加を拒否し、結果を受け入れず、基本的な基準に合致していないとみなしている。

## 立法府
最高会議は任期5年の下院120名と上院100名で構成され、84名は選挙区ごとに選出され、16名は大統領が任命する。

## 行政区画
ウズベキスタンは12の州（ウズベク語: viloyat）と1つの自治共和国*（respublikasi）、1つの特別市**に分かれている。
- アンディジャン州（アンディジャン）
- ブハラ州（ブハラ）
- フェルガナ州（フェルガナ）
- ジザフ州（Jizzakh）
- ホラズム州（ウルゲンチ）
- ナマンガン州（Namangan）
- ナヴォイ州（Navoi）
- カシュカダリヤ州（Qarshi）
- カラカルパクスタン共和国*（ヌクス）
- サマルカンド州（サマルカンド）
- シルダリヤ州（Guliston）
- スルハンダリヤ州（Termiz）
- タシュケント特別市**（タシュケント）
- タシュケント州（タシュケント）

注：括弧内は行政の中心地（州都・首都・特別市）。

## 加盟する国際機構
ADB - CIS - EAPC - EBRD - ECE - ECO - ESCAP - FAO - IAEA - IBRD - ICAO - ICRM - IFC - IFRCS - ILO - IMF - インターポール - IOC - ISO - ITU - NAM - OIC - OPCW - OSCE - PFP - SCO - UN - UNCTAD - UNESCO - UNIDO - UNWTO - UPU - WCO - WFTU - WHO - WIPO - WMO - WTO（オブザーバー）